# 秋川牛
秋川牛（あきがわぎゅう）は、東京都あきる野市で竹内牧場が生産しているブランド和牛の銘柄。
竹内牧場で育てられたA4ランク、A5ランクの黒毛和牛である。
市場に出荷される頭数が月に10頭以下（2021年時点）であることから、「幻の牛」とも呼ばれている。
三國清三は「日本一と言っても良いくらい」と秋川牛に惚れ込んでおり、三國の店のメイン料理に秋川牛を用いている。
東京都あきる野市で1948年創業の「松村精肉店」では、2004年ごろに「町の精肉店が生き残っていくための仕掛けが必要」と考え、養豚所や養鶏所を巡った末に竹内牧場と出会い、荒木畜産の協力を得てブランド牛「秋川牛」を立ち上げた。あきる野市の推薦書をもらい、これを東京都知事に提出し、ブランド牛の認可を得ている。